# Jean-Louis Olry
Jean-Louis René Olry (* 6. August 1946 in Montrouge) ist ein ehemaliger französischer Kanute.

## Erfolge
Jean-Louis Olry gewann bei den Olympischen Spielen 1972 in München die Bronzemedaille im Kanuslalom mit dem Zweier-Canadier. Bei dem Wettkampf, den er mit seinem Bruder Jean-Claude Olry bestritt, wurden zwei Läufe durchgeführt, wobei der schnellste für die Gesamtwertung herangezogen wurde. Nach 362,04 Punkten im ersten Lauf verbesserten sie sich danach im zweiten Lauf auf 315,10 Punkte, womit sie hinter Walter Hofmann und Rolf-Dieter Amend aus der DDR sowie Hans-Otto Schumacher und Wilhelm Baues aus der Bundesrepublik Deutschland den dritten Platz belegten.
Bereits 1967 gewann Olry in Lipno nad Vltavou im Einer-Kajak mit der Mannschaft Weltmeisterschafts-Bronze. Derselbe Erfolg gelang ihm im selben Jahr im Wildwasserrennsport. Auch bei den Weltmeisterschaften in Špindlerův Mlýn belegte er mit der Kajak-Mannschaft den dritten Rang. Zwei Jahre darauf wurden die Olry-Brüder in Bourg-Saint-Maurice wiederum im Zweier-Canadier Weltmeister und sicherten sich im Mannschaftswettbewerb außerdem Bronze.